# 芮清凯
芮清凯（1945年9月—），河北献县人，中国人民解放军空军中将。

## 生平
毕业于中国人民解放军国防大学。曾任空军航空兵第十三师政委，1994年12月任中国人民解放军总政治部副秘书长，1997年12月任兰州军区空军后勤部政治委员，2000年12月任北京军区空军副政治委员。2003年12月，接替王吉连担任济南军区空军政治委员，2007年由王金相接任。2007年6月至2008年，任中国人民解放军空军副政治委员。2008年，担任第十一届全国人大代表、全国人大财政经济委员会委员。他是中共十七大代表。
1996年7月晋升少将军衔。2005年7月晋升空军中将军衔。